# あまぎり (護衛艦)
あまぎり（ローマ字：JS Amagiri, DD-154）は、海上自衛隊の護衛艦。あさぎり型護衛艦の4番艦。艦名は「大空の霧」（天霧）に由来し、旧海軍の吹雪型駆逐艦「天霧」に続いて日本の艦艇としては2代目。
本記事は、本艦の艦暦について主に取り扱っているため、性能や装備等の概要についてはあさぎり型護衛艦を参照されたい。

## 艦歴
「あまぎり」は、中期業務見積りに基づく昭和59年度計画3,500トン型甲型護衛艦2225号艦として、石川島播磨重工業東京第1工場で1986年3月3日に起工され、1987年9月9日に進水、1989年3月17日に就役し、同日付で第1護衛隊群隷下に新編された第46護衛隊に「ゆうぎり」とともに編入され、横須賀に配備された。
1989年10月24日、館山湾にて厚木航空基地から飛来した第51航空隊所属のSH-60J次期艦載ヘリコプターが第1回目の発着艦適合試験を行った。
1991年7月1日から7月31日、護衛艦「はるな」、「はまぎり」と共にフィリピン方面海上実習に従事。
1992年8月28日午後7時頃、房総半島南東約550Kmの太平洋上で夜間洋上給油訓練中に僚艦「はまぎり」と衝突事故を起こした。船腹に「はまぎり」の艦首が右舷中後部のCPO室にめり込み、「あまぎり」は浸水・傾斜とも甚大であった。死傷者が無かったのは夜間補給訓練中で、ほとんどの乗員が反対舷に整列していたためであるが、「はまぎり」が回頭中していたのも補給訓練を先に終えての遷移運動中であったからである。
「あまぎり」は その後、修理を経て戦列に復帰している。
1994年、護衛艦「くらま」「さわかぜ」、「はたかぜ」、「こんごう」、「あさぎり」、「ゆうぎり」、「はまぎり」、補給艦「ときわ」、潜水艦「たけしお」と共に環太平洋合同演習(RIMPAC)に参加。
同年12月20日から12月23日、護衛艦「はまぎり」と共に東京に寄港した韓国海軍天池級補給艦「天池 (チョンジ)」等からなる練習艦隊と交歓する。
1997年2月4日、犬吠埼東南東約60㎞の洋上で遭難した船舶の横浜海上保安部からの情報を受信し、護衛艦「うみぎり」､「むらさめ」､「ちとせ」､第21航空群（HSS-2Bヘリコプター7機､SH-60Jヘリコプター1機）､第4航空群（P-3C対潜哨戒機2機､UH-60Jヘリコプター1機)､下総教育航空群（UH-60Jヘリコプター1機）とともに救助活動を実施し中国人と思われる乗員34名をヘリコプターが救助（海上保安庁ヘリコプターが救助した9名と合わせ全員救助）する。
1997年3月24日、隊番号の改正により第46護衛隊が第5護衛隊に改称。
1999年5月11日から8月12日の間、護衛艦「ひえい」、「みょうこう」とともに米国派遣訓練に参加。
同年11月7日、横須賀周辺および相模湾にて在外邦人等輸送訓練を行う。この訓練では他に「しらね」（DDH-143）、「むらさめ」（DD-101）、「うらが」（MST-463）、「とわだ」（AOE-422）の艦艇、陸上自衛隊からは第1空挺団で編成された誘導隊が参加した。
2001年1月27日、インド建国50周年記念国際観艦式参加のため、横須賀を出港した「あまぎり」は、1月26日に発生したインド西部地震に対応するため、1月29日、沖縄勝連において、急遽、毛布や食糧、医薬品などを積み込み、インドに向かう。2月14日にムンバイ（旧ボンベイ）に入港、2月17日インド建国50周年記念国際観艦式参加した。なお、物資は、国際緊急援助活動とは別に、ムンバイにおいて、見舞品としてインド海軍に引き渡された。2月20日ムンバイ出港後、観艦式に参加したインド、アメリカ、イギリス、オーストラリア、南アフリカ、フランス及びロシア艦艇とアラビア海で親善訓練を行った。
2002年8月16日、編成替えにより第3護衛隊群第3護衛隊に編入され定係港が舞鶴となり、同地に転籍。
2004年、環太平洋合同演習(RIMPAC)に参加。
2006年3月21日、第56期一般幹部候補生課程卒業生近海練習航海に参加するため、練習艦「かしま」、「やまぎり」とともに江田内を出港、日本各地を巡航し、4月9日に東京港に寄港。4月19日、同港を出港し、北米方面への遠洋練習航海に参加。9月5日に東京港に帰投。
2008年3月26日、護衛隊改編により第2護衛隊群第2護衛隊に編入。
2009年6月23日、海賊対処法の成立に伴い、第2次派遣海賊対処行動水上部隊の概要が発表され、本艦と「はるさめ」の2隻が派遣された。同年7月6日に舞鶴を出港し、7月28日から11月2日まで合計34回、248隻の船舶を護衛して、11月29日に帰港した。
2010年3月18日、沖縄本島の西南西約180㎞を行動中の中国人民解放軍海軍瀋陽級駆逐艦「瀋陽」､江衛型フリゲート「錦陽」を視認する。
同年10月15日から10月24日、函館港に寄港したロシア海軍ウダロイ級駆逐艦「アドミラル･パンテレイエフ」と交歓する。
2011年3月11日に発生した東北地方太平洋沖地震による東日本大震災に対し、災害派遣される。
2012年1月20日、編成替えにより定係港が佐世保となり、同地に転籍。
同年2月27日、九州北西海域にて日米仏3ヶ国としては初となる親善訓練を実施した。他の参加艦艇はアメリカ合衆国海軍掃海艦「ディフェンダー」(MCM-2)、フランス海軍フリゲート「ヴァンデミエール」(F-734)。
2014年11月15日、第20次派遣海賊対処行動水上部隊として護衛艦「はるさめ」と共にソマリア沖・アデン湾に向けて佐世保から出港し、2015年5月20日に帰国。
2017年8月6日、第28次派遣海賊対処行動水上部隊としてソマリア沖・アデン湾に向けて佐世保から出港した。任務終了後の帰国途上の2018年1月25日～27日にはマレーシアのポートクランに寄港し、マレーシア海軍フリゲート「LEKIU」と親善訓練を行った。また、2月2日にはフィリピン親善訪問のためマニラ港に入港し、2月4日にはフィリピン海軍の「Rajah Humabon」（旧護衛艦「はつひ」）と親善訓練を実施した。
2月11日に佐世保に帰港。
2018年3月7日、あさひ型護衛艦1番艦「あさひ」就役にともなう編成替えにより、護衛艦隊直轄第11護衛隊に編入され、定係港が再び横須賀となり、同地に転籍。
2020年8月6日、関東南方海空域において米陸軍と共同訓練を実施した。米陸軍からはUH－60L 2機が参加し、発着艦訓練を実施した。
2022年6月30日、伊豆大島東方海域において、護衛艦「やまぎり」、SH‐60Kとともに海上保安庁との共同訓練を実施した。海上保安庁からは巡視船「あきつしま」・「みやこ」、スーパーピューマ225が参加し、情報共有訓練、護衛艦と巡視船との運動要領に関する訓練を実施した。
同年9月12日から22日にかけて、東シナ海を含む日本周辺海空域において米海軍空母「ロナルド・レーガン」、巡洋艦「チャンセラーズビル」、駆逐艦「バリー」・「ベンフォールド」、補給艦「ラパハノック」と日米共同訓練を実施した。
現在は第11護衛隊に所属し、定係港は横須賀である。

### 歴代艦長
| 代 | 氏名       | 在任期間                | 出身校・期      | 前職                           | 後職                                              | 備考                 |
| -- | ---------- | ----------------------- | --------------- | ------------------------------ | ------------------------------------------------- | -------------------- |
| 01 | 井上義昭   | 1989.3.17 - 1990.3.7    | 防大11期        | あまぎり艤装員長               | 海上自衛隊東京業務隊付                            |                      |
| 02 | 新海博夫   | 1990.3.8 - 1991.8.4     | 防大12期        | 海上幕僚監部防衛部通信課       | 舞鶴通信隊司令                                    |                      |
| 03 | 安孫子宏   | 1991.8.5 - 1993.2.4     |                 | いわせ艦長                     | 海上自衛隊幹部学校研究部員                        |                      |
| 04 | 角田 繁    | 1993.2.5 - 1994.8.29    | 防大14期        | 第4海上訓練指導隊砲術科長      | 運用開発隊運用開発第1科長                         |                      |
| 05 | 福永宗義   | 1994.8.30 - 1996.3.21   |                 | 海上幕僚監部防衛部運用課       | 佐世保地方総監部管理部総務課長                    |                      |
| 06 | 寺岡忠昭   | 1996.3.22 - 1997.7.31   |                 | 電子業務支援隊電子第1科長      | 第3海上訓練指導隊船務科長                         |                      |
| 07 | 白土雅彦   | 1997.8.1 - 1999.8.19    | 防大20期        | おおよど艦長                   | 佐世保地方総監部管理部総務課長                    |                      |
| 08 | 高橋賞三   | 1999.8.20 - 2001.3.22   |                 | いしかり艦長                   | 運用開発隊                                        |                      |
| 09 | 原 正朗    | 2001.3.23 - 2002.4.11   |                 | 海上自衛隊幹部学校付           | 大湊地方総監部防衛部                              |                      |
| 10 | 平野晃胤   | 2002.4.12 - 2003.8.19   | 防大27期        | くらま船務長                   | 海上自衛隊幹部学校付                              |                      |
| 11 | 桑野弘道   | 2003.8.20 - 2004.8.19   | 防大27期        | 海上自衛隊幹部学校付           | 横須賀地方総監部防衛部 第3幕僚室長 兼 第5幕僚室長 |                      |
| 12 | 大判英之   | 2004.8.20 - 2005.7.31   | 防大30期        | 第1護衛隊群司令部幕僚          | 海上自衛隊幹部学校付                              | 2005.1.1 1等海佐昇任 |
| 13 | 佐々木輝幸 | 2005.8.1 - 2007.3.25    | 防大29期        | 海上自衛隊幹部学校付           | 横須賀地方総監部管理部総務課長                    |                      |
| 14 | 福田達也   | 2007.3.26 - 2008.3.25   | 防大34期        | 海上幕僚監部防衛部防衛課       | 統合幕僚監部防衛計画部計画課                      |                      |
| 15 | 岡田岳司   | 2008.3.26 - 2010.3.24   | 防大31期        | 統合幕僚監部運用部運用第2課    | 海上自衛隊幹部学校付                              |                      |
| 16 | 佐々木透吏 | 2010.3.25 - 2011.3.24   | 慶大・ 43期幹候 | 海上幕僚監部人事教育部教育課   | 海上自衛隊幹部学校付                              |                      |
| 17 | 藤原幸孝   | 2011.3.25 - 2012.3.15   | 防大33期        | 護衛艦隊司令部付               | 基礎情報支援隊副長 兼 基礎情報第3科長             |                      |
| 18 | 一柳公大   | 2012.3.16 - 2013.3.21   |                 | 護衛艦隊司令部幕僚             | 統合幕僚監部運用部運用第1課                       |                      |
| 19 | 矢野浩美   | 2013.3.22 - 2014.3.9    | 防大40期        | 第1護衛隊群司令部              | 海上幕僚監部人事教育部補任課                      |                      |
| 20 | 青木邦夫   | 2014.3.10 - 2015.5.31   |                 | 第3護衛隊群司令部              | 海上幕僚監部防衛部装備体系課                      |                      |
| 21 | 江田大興   | 2015.6.1 - 2016.7.31    | 防大43期        | 海上幕僚監部防衛部防衛課       |                                                   |                      |
| 22 | 森 陸晃    | 2016.8.1 - 2018.3.15    | 防大41期        | おうみ副長                     | 大湊地方総監部管理部                              |                      |
| 23 | 谷 雄一    | 2018.3.16 - 2019.10.29  | 防大36期        | 横須賀地方総監部管理部人事課長 | 護衛艦隊司令部 兼 自衛艦隊司令部                  |                      |
| 24 | 川浪 祐    | 2019.10.30 - 2020.11.19 | 防大47期        | 護衛艦隊司令部                 | 海上幕僚監部防衛部防衛課                          |                      |
| 25 | 羽坂拓也   | 2020.11.20 - 2022.7.3   |                 | いなづま砲雷長 兼 副長         | 護衛艦隊司令部                                    |                      |
| 26 | 齋藤雄介   | 2022.7.4 - 2023.3.19    |                 | 護衛艦隊司令部                 |                                                   |                      |
| 27 | 末吉康平   | 2023.3.20 - 0000        |                 |                                |                                                   |                      |
| 28 | 古道成効   | 0000 - 2025.5.11        |                 |                                |                                                   |                      |
| 29 | 堀部成由   | 2025.5.12 -             |                 |                                |                                                   |                      |

## ギャラリー

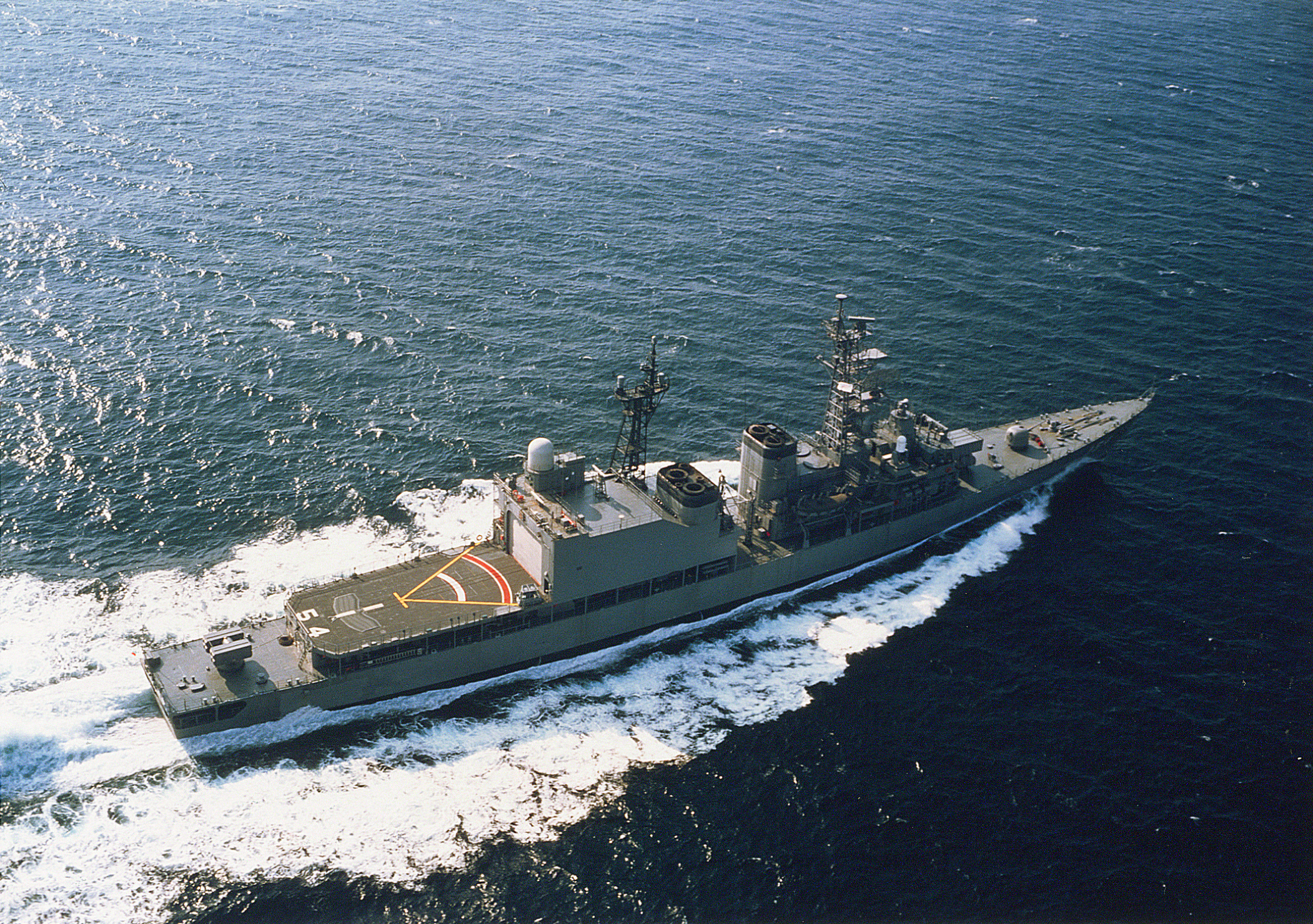
就役当時の「あまぎり」
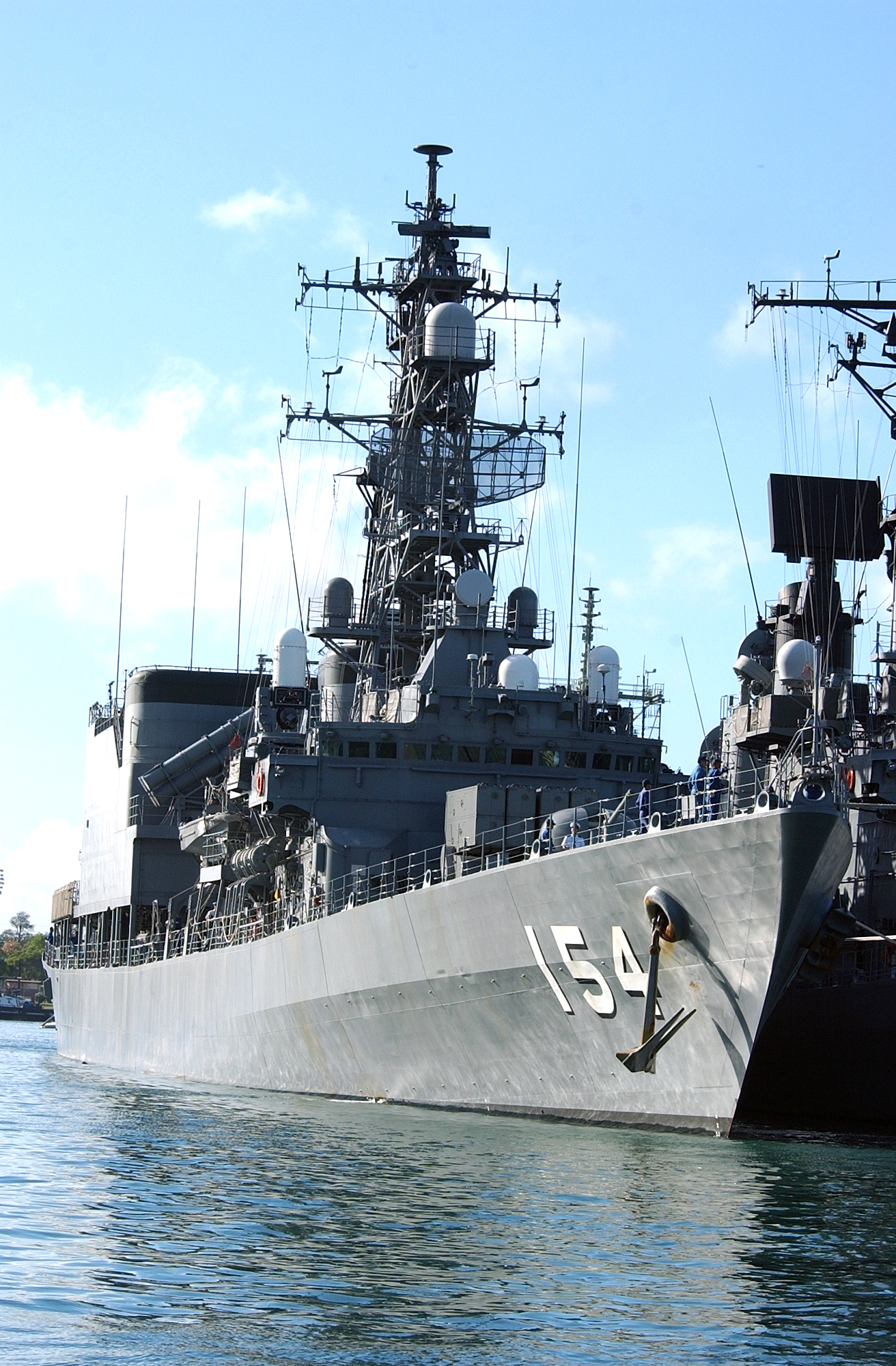
パールハーバー停泊中の「あまぎり」
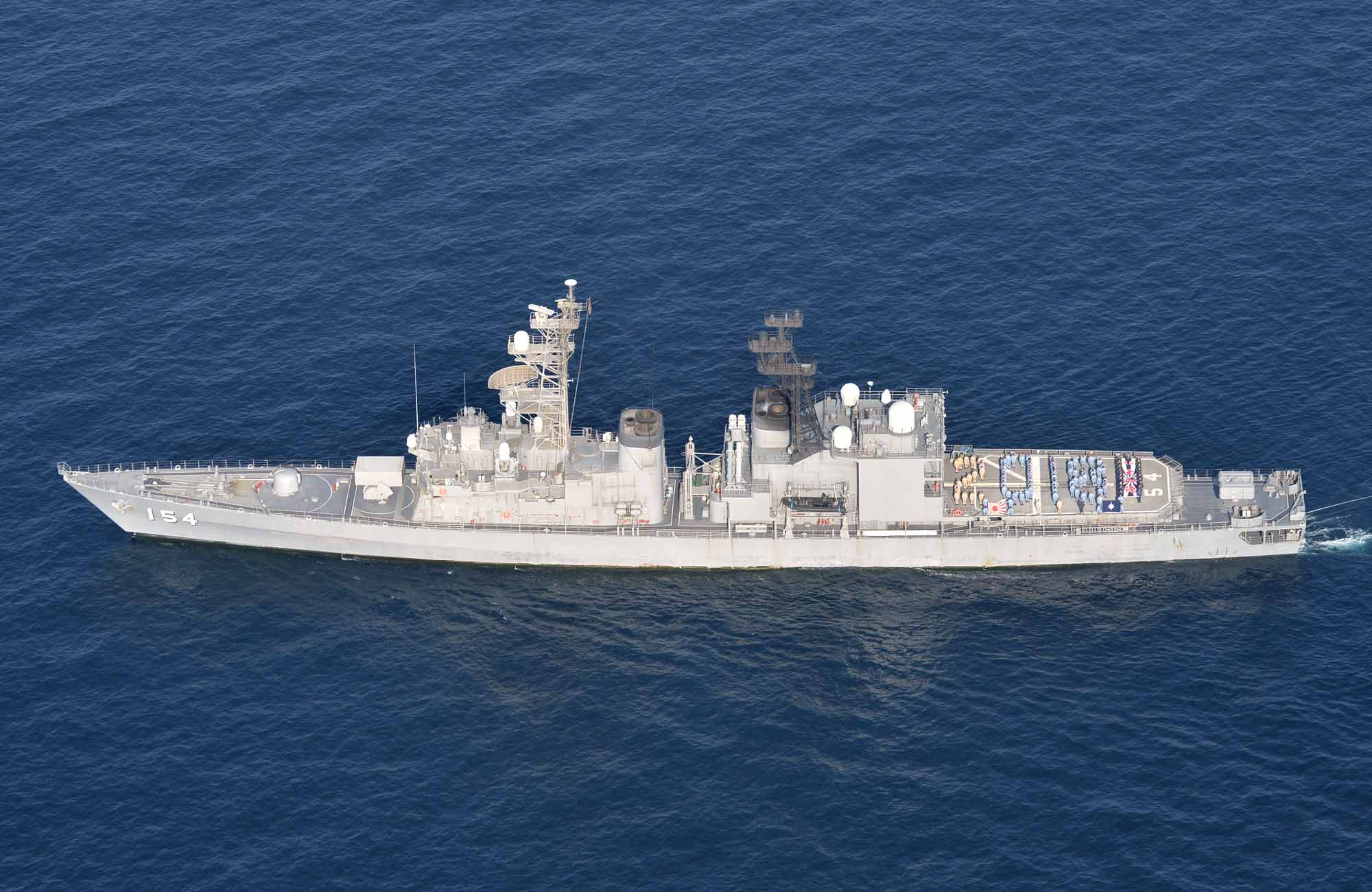
第28次派遣海賊対処行動水上部隊として活動中の「あまぎり」
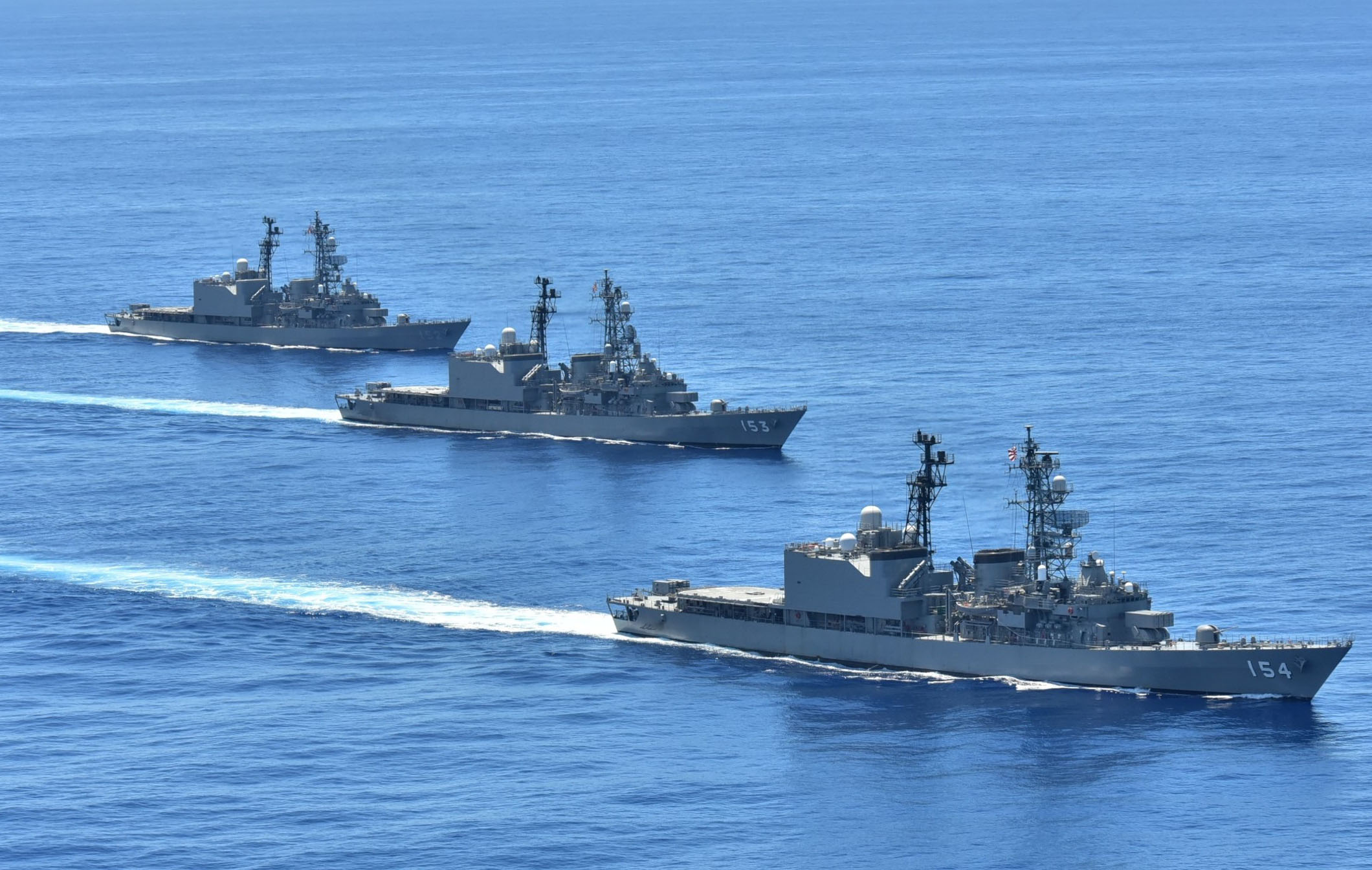
第11護衛隊の3艦。手前から「あまぎり」、「ゆうぎり」、「やまぎり」
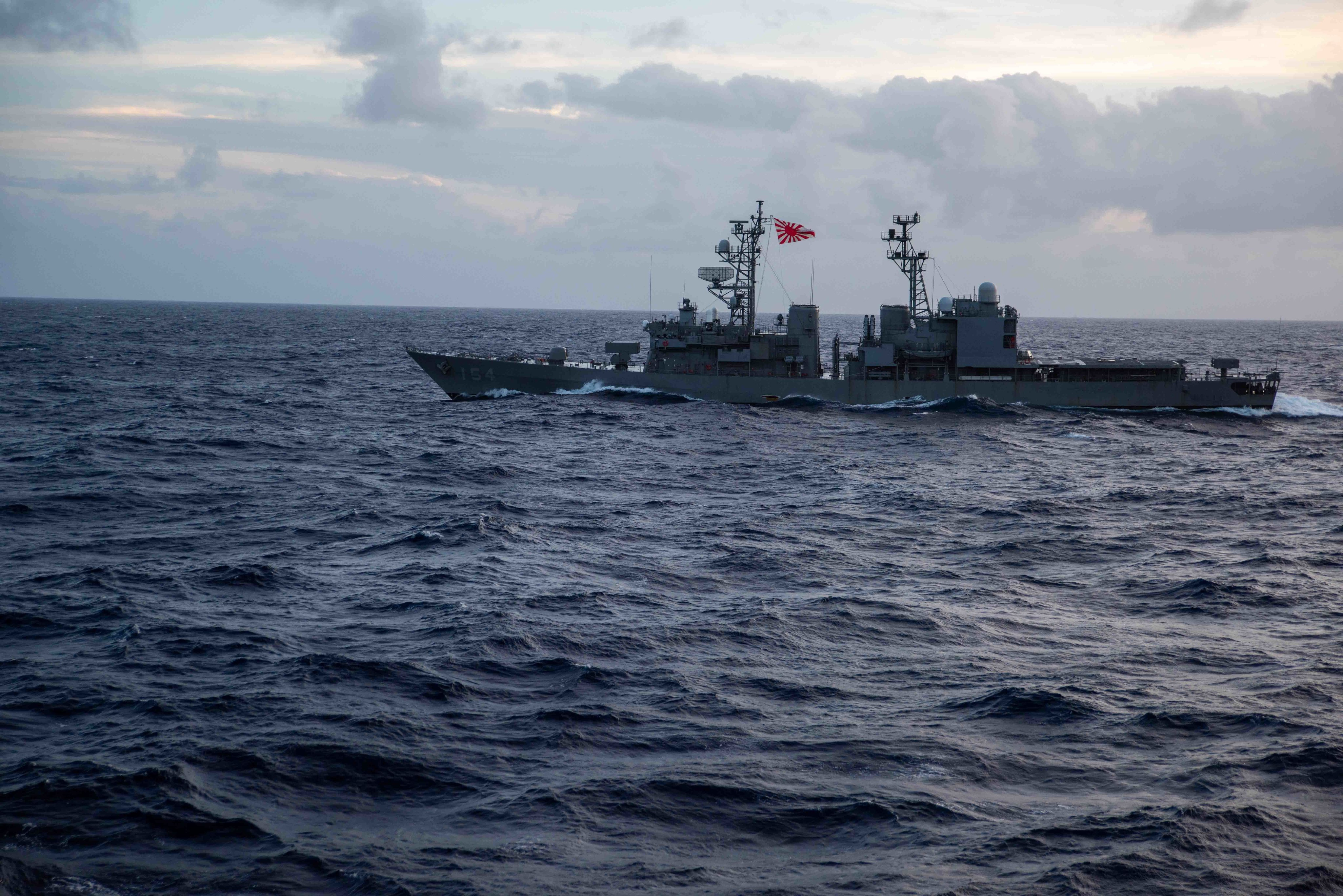
米空母「ロナルド・レーガン」から撮影
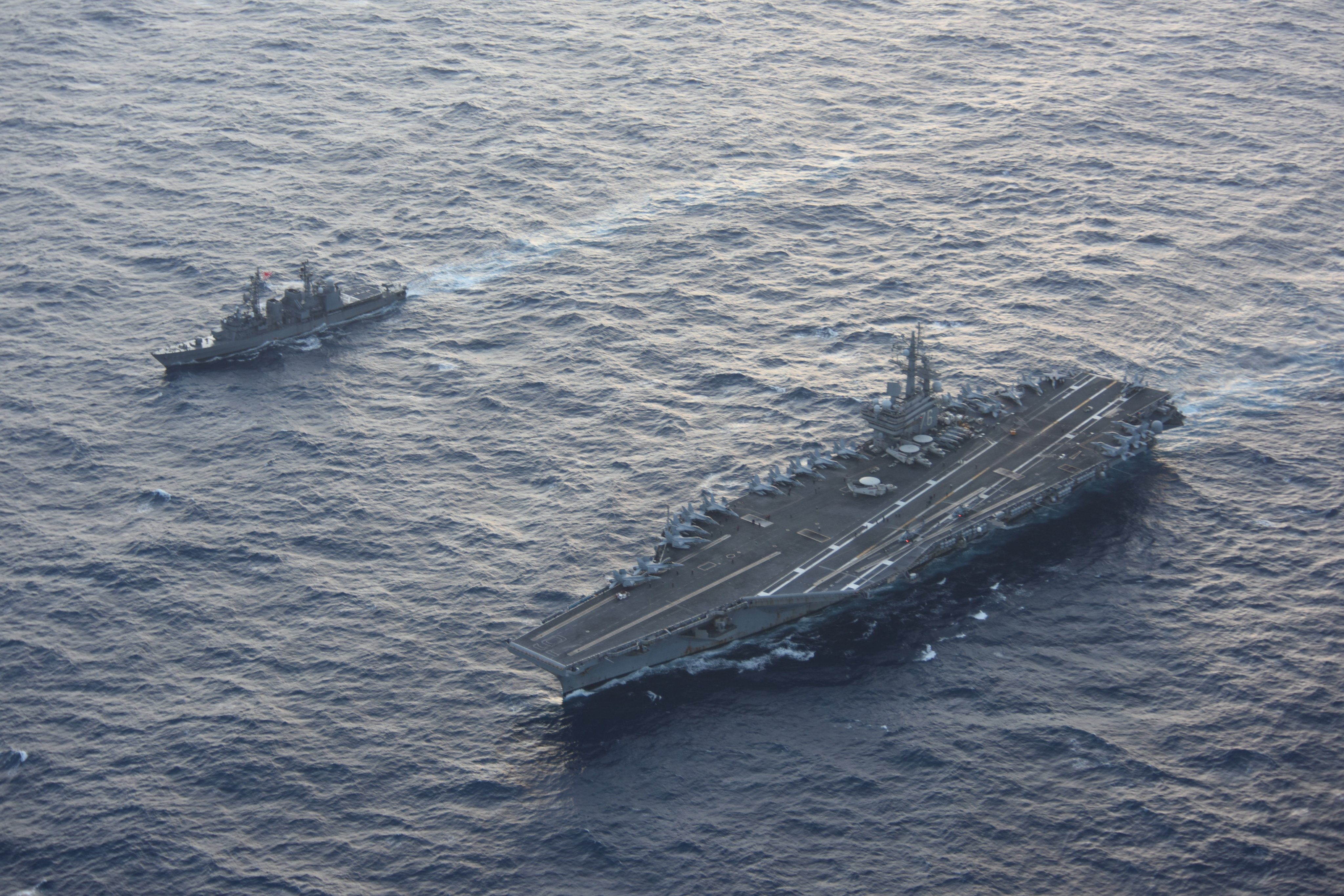
上空から見た「ロナルド・レーガン」と「あまぎり」